# Echiniscus egnatiae
Echiniscus egnatiae är en djurart som tillhör fylumet trögkrypare, och som beskrevs av Durante Pasa och Walter Maucci 1979. Echiniscus egnatiae ingår i släktet Echiniscus och familjen Echiniscidae. Inga underarter finns listade i Catalogue of Life.